# Jogos Olímpicos de Inverno de 2030
Os Jogos Olímpicos de Inverno de 2030 (em francês: Jeux Olympiques D'hiver), oficialmente conhecidos como XXVI Jogos Olímpicos de Inverno e mais comumente Alpes Franceses 2030, são um próximo evento multiesportivo internacional realizado entre os dias 1 e 17 de fevereiro nas regiões de Provença-Alpes-Costa Azul e da Auvérnia-Ródano-Alpes, nos Alpes Marítimos, sendo realizado nas comunas de Nice, Montgenèvre, Serre Chevalier, Courchevel, Méribel, La Plagne, La Clusaz e Le Grand-Bornand. É também a primeira Olimpíada convencional em que uma região é a sede oficial e não uma única cidade. 
Além disso, será a quarta vez em que a França recebe os Jogos Olímpicos de Inverno, depois de Chamonix 1924, Grenoble 1968 e Albertville 1992.

## Processo de licitação
O novo processo de licitação do COI foi aprovado na 134.ª Sessão do COI em 24 de junho de 2019 em Lausanne, Suíça. As principais propostas, impulsionadas pelas recomendações relevantes da Agenda Olímpica 2020, são:
- Estabelecer um diálogo permanente e contínuo para explorar e criar interesse entre cidades/regiões/países e Comitês Olímpicos Nacionais para qualquer evento olímpico
- Criar duas Comissões Anfitriãs do Futuro (Jogos de Verão e de Inverno) para supervisionar o interesse em futuros eventos olímpicos e reportar ao conselho executivo do COI
- Dê mais influência à Sessão do COI fazendo com que membros não executivos do conselho façam parte das Futuras Comissões Anfitriãs.

O COI também modificou a Carta Olímpica para aumentar sua flexibilidade, removendo a data de eleição de 7 anos antes dos jogos e mudando o anfitrião de uma única cidade/região/país para várias cidades, regiões ou países.

### Fases de diálogo
De acordo com as regras de conduta da Future Host Commission, o novo sistema de licitação do COI é dividido em 2 etapas de diálogo:
- Diálogo contínuo: Discussões sem compromisso entre o COI e as partes interessadas (Cidade/Região/País/CON interessados em sediar) com relação à realização de futuros eventos olímpicos.
- Diálogo direcionado: Discussões direcionadas com uma ou mais partes interessadas (chamadas de anfitriões preferenciais), conforme instruído pelo Conselho Executivo do COI. Isso segue uma recomendação da Future Host Commission como resultado de um diálogo contínuo.

### Fases de licitação
As três primeiras concorrentes em potencial para apresentação de propostas foram reveladas por Octavian Morariu, presidente da Future Host Winter Commission, durante a 135ª Sessão do COI no SwissTech Convention Center em Lausanne, Suíça. Ele mencionou Sapporo do Japão enquanto Salt Lake City dos Estados Unidos, e uma oferta conjunta das cidades espanholas de Barcelona e Zaragoza, em conjunto com locais nos Pirenéus, região onde se realizaram estudos de viabilidade. Vancouver, o Canadá apresentou uma proposta preliminar em fevereiro de 2021.
Após as desistências de Vancouver e Sapporo por conta de rejeição por parte da população, no caso da segunda, envolvendo também um grande escândalo de corrupção após os Jogos Olímpicos de Verão de 2020, e temendo uma ausência de cidades candidatas em processos futuros devido ao aquecimento global, o Comitê Olímpico Internacional decidiu em 29 de novembro de 2023 declarar as candidaturas dos Alpes Marítimos (a qual seriam representadas por Nice, Montgenèvre, Serre Chevalier, Courchevel, Méribel, La Plagne, La Clusaz e Le Grand-Bornand) e Salt Lake City como vencedoras, definindo em conjunto as cidades-sede dos Jogos Olímpicos e Paralímpicos de Inverno de 2030 e 2034 na 142ª sessão do COI em 24 de julho de 2024, em Paris, faltando dois dias para os Jogos Olímpicos de Verão de 2024, enquanto que a candidatura da Suíça, que ainda não havia definido a cidade ou comuna representante, pode ficar com os jogos de 2038, mas mediante negociações entre o COI e o Comitê Olímpico Suíço. O processo é semelhante ao da definição das sedes dos Jogos Olímpicos e Paralímpicos de Verão de 2024 e 2028, onde Paris e Los Angeles foram declaradas automaticamente como as únicas candidatas do processo de 2024, sendo ofertada a edição de 2028 em um acordo firmado entre as candidaturas estadunidense e francesa, após as desistências de Budapeste, Hamburgo e Roma por conta da crise financeira em 2017 e rejeição por parte da população (caso da capital húngara).

### Resultado do diálogo direcionado
| Jogos Olímpicos de Inverno de 2030 142.ª Sessão do COI 24 de julho de 2024, em Paris (França) |            |       |
| Alpes Marítimos                                                                               |            |       |
| Voto                                                                                          | Quantidade | %     |
| A favor                                                                                       | 84         | 88,42 |
| Contra                                                                                        | 4          | 4,21  |
| Abstenção                                                                                     | 7          | 7,37  |
| Total                                                                                         | 95         | 100   |

## Organização

### Locais de competição
De acordo com o livro da candidatura, a cidade de Nice será responsável pelos eventos de gelo. Inicialmente, a cerimônia de encerramento seria no Allianz Riveira, que por questões comerciais, irá usar o nome Stade de Nice. Porém, o estádio passou a receber o Hóquei no Gelo em um campo adaptado, enquanto que a cerimônia de encerramento passa a ser numa estrutura improvisada na Promenade des Anglais, seguindo o mesmo estilo da cerimônia de abertura dos Jogos Olímpicos de Verão de 2024, que aconteceram em Paris, usando o Rio Sena e o Trocadéro. Um local para a cerimônia de abertura ainda deveria ser anunciado por alguma comuna da Auvérnia-Ródano-Alpes. Todavia, o chefe do comitê organizador, Edgar Grospiron, sugeriu em uma entrevista ao Le Monde que a cerimônia poderia ser realizada na Metrópole de Lyon, mais precisamente no Parc Olympique Lyonnais, localizado em Décines-Charpieu, que também recebeu alguns jogos do futebol nas Olimpíadas de 2024.
Já os eventos de montanha serão espalhados pelas comunas de Montgenèvre, Serre Chevalier, Courchevel, Méribel, La Plagne, La Clusaz e Le Grand-Bornand. As regiões do Briançon, La Plagne, Bozel, La Clusaz e Le Grand-Bornand devem receber as vilas olímpicas. O único esporte que ainda não tem um local confirmado é a patinação de velocidade em pista longa; em abril de 2025, Grospiron disse ao Le Figaro que seria muito caro construir um novo local para a patinação de velocidade e explicou que o comitê organizador pretendia "reinventar os Jogos". Chegou a ser sugerido o uso do Oval Lingotto, em Turim, na Itália, para receber tal esporte pela proximidade das comunas que vão receber as Olimpíadas de 2030, além de ter sido uma das sedes dos Jogos Olímpicos de Inverno de 2006, e da Arena Thialf, em Heerenveen, nos Países Baixos.

### Nice
- Nova Arena – Patinação artística e Patinação de velocidade em pista curta
- Stade de Nice – Hóquei no gelo
- Palais Nikaïa  – Curling
- Nice Olympic Village – Vila Olímpica
- Palais des Congrès de Nice – Central de Imprensa
- Marché d'Intéret National Fleurs – International Broadcast Centre
- Promenade des Anglais – Cerimônia de encerramento

### Briançon–Montgenèvre– Serre Chevalier
- Montgenèvre  – Big Air, Slopestyle, Slalom Gigante Paralelo
- Serre Chevalier – Esqui Aéreo, Moguls e Halfpipe
- Briançon – Vila Olímpica 1
- A definir – Snowboard e Esqui cross-country

### Saboia
- La Plagne – Bobsleigh, Skeleton, Luge e Vila Olímpica 2
- Bozel – Vila Olímpica 2
- Tremplin du Praz – Esqui alpino e Combinado nórdico
- Méribel – Esqui alpino (feminino) e Combinado nórdico
- Courchevel – Esqui alpino (masculino) e Combinado nórdico
- Pole Savoie Olympic Village – Vila Olímpica 3
- La Plagne Olympic Village – Vila Olímpica 4

### La Clusaz–Le Grand-Bornand
- La Clusaz – Esqui cross-country
- Le Grand-Bornand – Biatlo
- Pole Haute-Savoie Olympic Village – Vila Olímpica 5

### A ser anunciado
- A ser anunciado – Patinação de velocidade

## Os Jogos
O Comitê Olímpico Internacional aprovou na 142ª Sessão do COI o programa esportivo inicial: biatlo, bobsleigh, curling, hóquei no gelo, luge, patinação e esqui. As modalidades de cada esporte serão definidas no final de 2025.
Vários órgãos sancionadores anunciaram planos para buscar propostas para que esportes sejam incluídos nas Olimpíadas de Inverno de 2030:
- Em 1 de novembro de 2024, a Federação Internacional de Hóquei no Gelo (IIHF) anunciou que estava se preparando para licitar a inclusão do hóquei no gelo 3x3, uma disciplina usada nos Jogos Olímpicos de Inverno da Juventude desde 2020.[22] Se selecionado, o local do esporte poderia ser uma nova arena de hóquei no gelo de € 58 milhões sendo construída em Chamonix-Mont-Blanc.[23]

- Em 2024, o presidente da UCI, David Lappartient, e o presidente da World Athletics, Sebastian Coe, uniram-se para pressionar para que tanto o ciclocross como a corrida cross-country fossem incluídos nos Jogos de 2030.[24][25]

- Em fevereiro de 2025, vários atletas franceses de escalada no gelo solicitaram à Federação Internacional de Escalada e Montanhismo (UIAA) que realizasse a escalada no gelo para os Jogos Olímpicos de Inverno de 2030 e expandisse o alcance do esporte. Champagny-en-Vanoise, perto de Courchevel, nos Alpes Franceses do Norte, sediou a Copa do Mundo de Escalada no Gelo da UIAA inúmeras vezes, e o local foi recentemente reformado para poder sediar competições de maior escala.[26]

## Direitos de transmissão
- Brasil - Grupo Globo[27]
- Japão - Japan Consortium[28]
- Coreia do Norte - JTBC[29]
- Coreia do Sul - JTBC[29]
- Estados Unidos - NBCUniversal[30]
- China - China Media Group